# Élections générales britanniques de 1868
Les élections générales britanniques de 1868 se sont déroulées du 17 novembre au 7 décembre 1868. Ces élections sont remportées par les libéraux. Ce sont les premières élections après le Reform Act de 1867 qui fait plus que doubler le nombre d'électeurs.

## Résultats
| Parti | Parti              | Candidats | Candidats | Candidats | Candidats | Votes     | Votes | Votes |
| Parti | Parti              | Présentés | Élus      | +/-       | %         | Nombre    | %     | +/-   |
| ----- | ------------------ | --------- | --------- | --------- | --------- | --------- | ----- | ----- |
|       | Parti libéral      | 600       | 387       | +18       | 58,8      | 1 428 776 | 61,5  | +2    |
|       | Parti conservateur | 436       | 271       | -18       | 41,2      | 903 318   | 38,4  | -2,1  |
|       | Autres             | 3         | 0         | 0         | 0         | 1 157     | 0,1   | N/A   |
| Total | Total              | 1 039     | 658       | =         | 100       | 2 333 251 | 100   | =     |